# Adoration de l'Enfant (Honthorst)
Pour les articles homonymes, voir Adoration de l'Enfant.
L'Adoration de l'Enfant (en italien : Adorazione del Bambino) est une peinture réalisée vers 1619 à l'huile sur toile par l'artiste hollandais du Siècle d'or Gerrit van Honthorst, conservée dans la Galerie des Offices à Florence.

## Peinture
Cette Adoration de l'Enfant montre une scène au clair de lune avec Marie posant l'Enfant Jésus dans des langes. Joseph regarde par-dessus son épaule et deux anges sont penchés sur la crèche. La lumière se reflète sur les visages de telle manière qu'elle suggère l'Enfant comme source de lumière. La composition rappelle de versions beaucoup plus anciennes, comme la Nativité de nuit de Geertgen tot Sint Jans de 1490. L'aspect « Enfant comme source de lumière » fut repris et encore accentué par Honthorst l'année suivante lorsqu'il peignit le même sujet, aujourd'hui conservé au musée Wallraf-Richartz à Cologne.

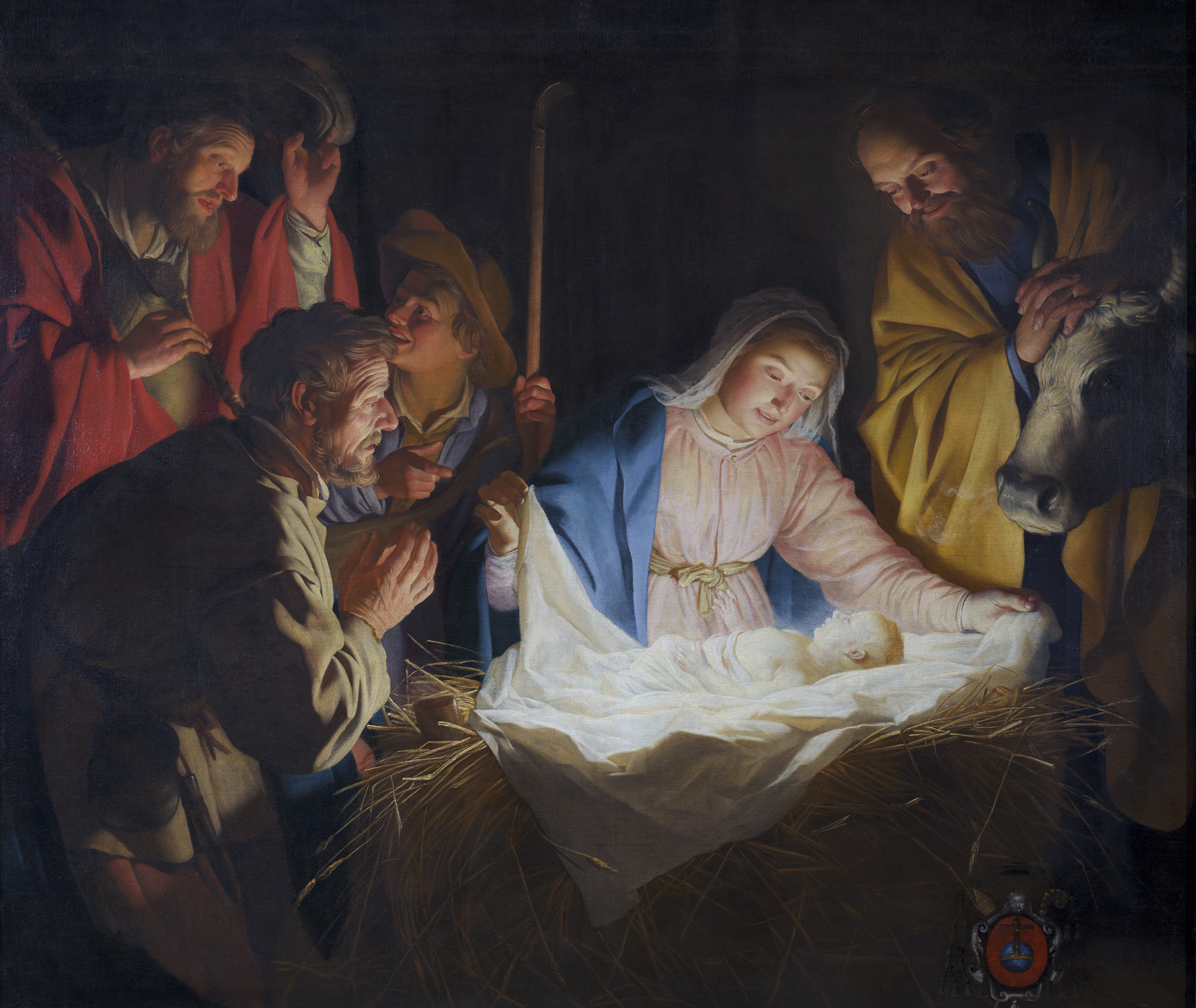
Adoration des bergers, 1622, musée Wallraf-Richartz.
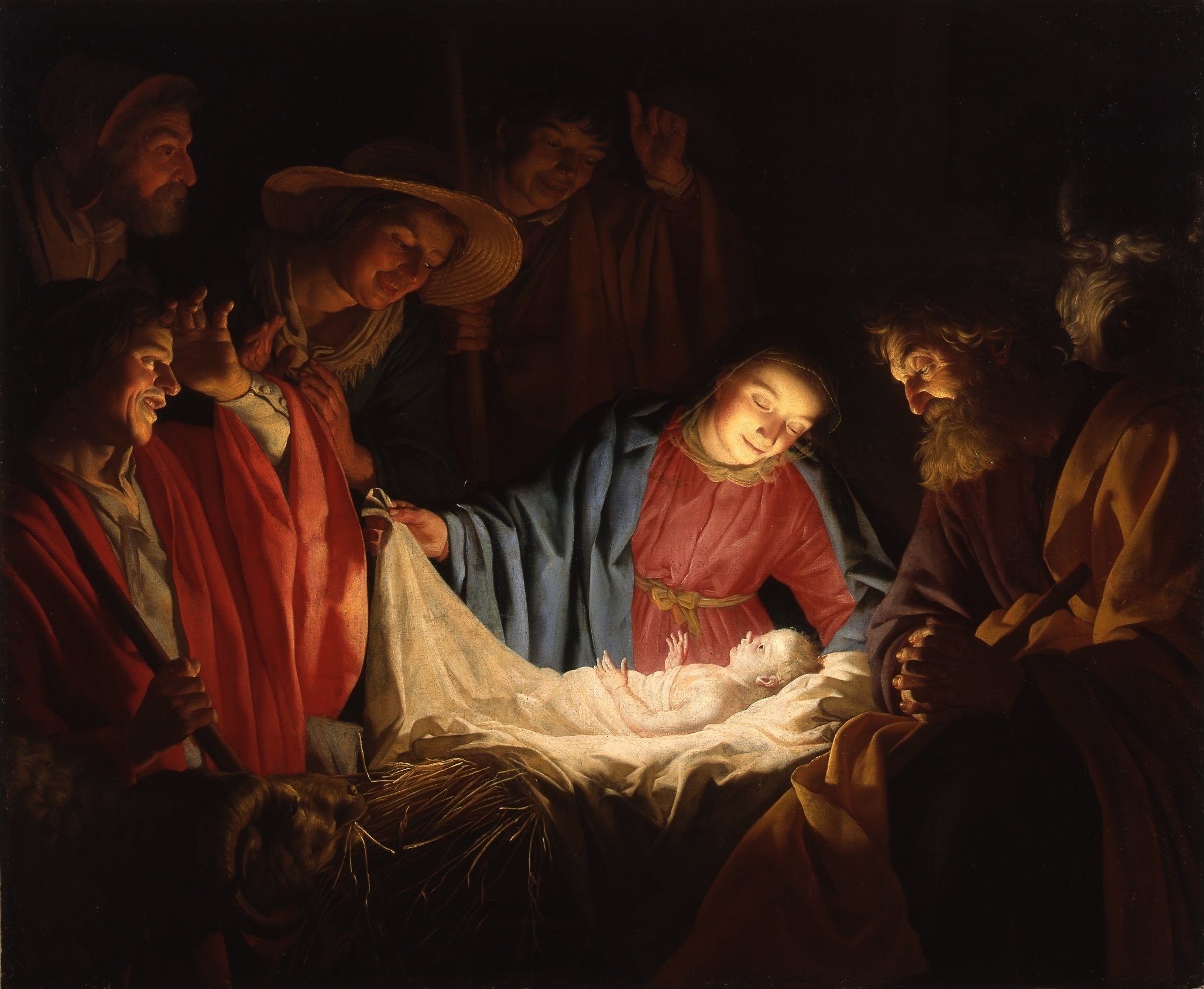
Adoration des bergers, vers 1622, Musée d'État de Poméranie.

## Provenance
Ce tableau est l'un des cinq tableaux de Honthorst conservés aux Offices, et tous présentent un style ténébriste qui explique pourquoi les Italiens l'appellent Gherardo delle Notti ou « Gérard de la nuit ». Il est probable que ces tableaux aient été achetés en 1628 par Ferdinand II de Médicis, grand-duc de Toscane, qui venait de rentrer d'un voyage en Europe du Nord et avait envoyé un intermédiaire pour se renseigner sur « 6 tableaux » qui étaient en vente à Rome.